# Toru Hasegawa
Toru Hasegawa (長谷川 徹 Hasegawa Toru?), född 11 december 1988 i Aichi prefektur, är en japansk fotbollsspelare.
Hasegawa började sin karriär 2007 i Nagoya Grampus. 2011 flyttade han till Tokushima Vortis.